# Jaruga (skała)

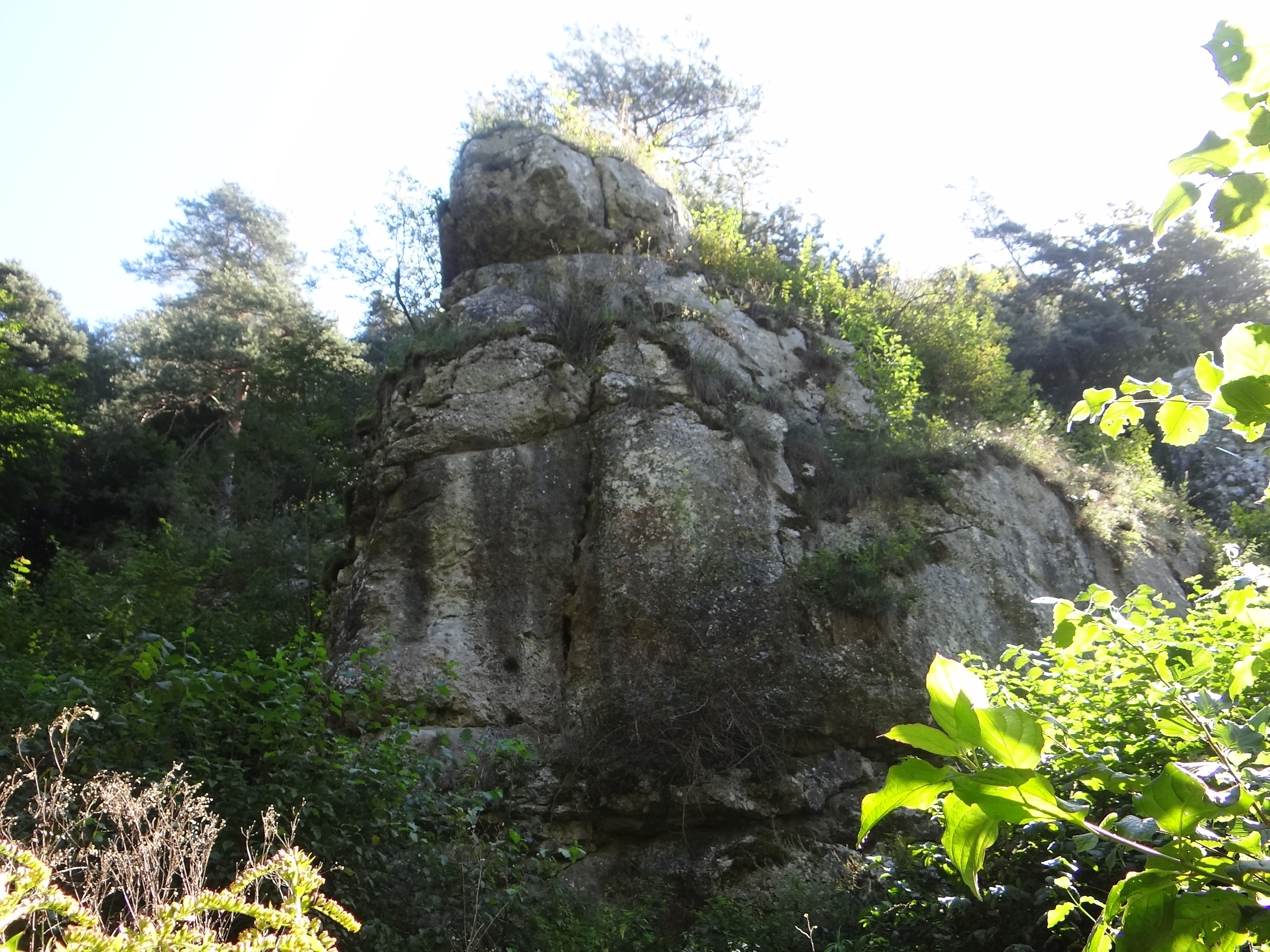

Jaruga – skała w lewych zboczach Doliny Bolechowickiej we wsi Karniowice w województwie małopolskim, w powiecie krakowskim, w gminie Zabierzów. Jest to teren Wyżyny Olkuskiej w obrębie Wyżyny Krakowsko-Częstochowskiej. Dolina Bolechowicka, wraz ze znajdującymi się w niej skałami znajduje się w obrębie Rezerwatu przyrody Wąwóz Bolechowicki.
Jaruga znajduje się około 120 m na północ za Bramą Bolechowicką, na górnym końcu polany na dnie doliny. Jak wszystkie skały Doliny Bolechowickiej zbudowana jest z wapieni pochodzących z późnej jury